# Мориц (герцог Саксен-Лауэнбурга)
Мориц Саксен-Лауэнбургский (1551 — 2 ноября 1612, Букстехуде) — герцог Саксен-Лауэнбурга в 1581—1612 годах, правил совместно с братьями Магнусом II (до 1588 года) и Францем II. Четвёртый сын герцога Франца I и Сибиллы Саксонской.

## Жизнь
Когда в 1571 году их отец Франц I подал в отставку в пользу своих старших сыновей Магнуса II и Франца II, Магнус яростно пытался подавить своего младшего брата Франца II, однако в 1574 году он довёл ситуацию до того, что ему пришлось бежать в Швецию. Франц I возвратился на престол.
После смерти их отца в 1581 году Мориц и его старшие братья Магнус II и Франц II совместно правили в качестве герцогов Саксен-Лауэнбурга. Однако в 1588 году Франц II и Мориц заключили Магнуса II в замке Ратцебург за неоднократные злодеяния и продолжили вдвоём.
В 1585/1586 году Мориц переехал в Букстехуде, тогда принадлежавший архиепископству Бремена, которым правил его брат князь-архиепископ Генрих, и жил там в доме аббата в монастыре Альтклостер. В 1588 году его мать сыграла заметную роль в его романе с Гизелой Саксонской, против которой она начала судебное разбирательство, обвинив любовницу сына в колдовстве. Как герцог Мориц оставался пассивным и жил в Букстехуде до самой смерти. В доме аббата теперь располагается галерея и кафе.

## Семья и дети
В 1581 году Мориц женился на Катарине фон Шпёрк. Они развелись год спустя. У них не было детей.
От замужней любовницы Гизелы Саксонской у Морица было два незаконных сына:
- Мориц (? — 1617/39)
- Юлий Эрнст (ок. 1590 — ок. 1660)